# 조임틀
조임틀은 물건을 안으로 죄 움직이지 못하게 잡는 기계 공구를 일컫는 말이다. 작은 재료를 다듬을 때 작업대에 고정시키는 조임쇠는 바이스라고 하며, 간단하고 조그만 죄는 도구는 조임쇠 혹은 집게라고 한다.

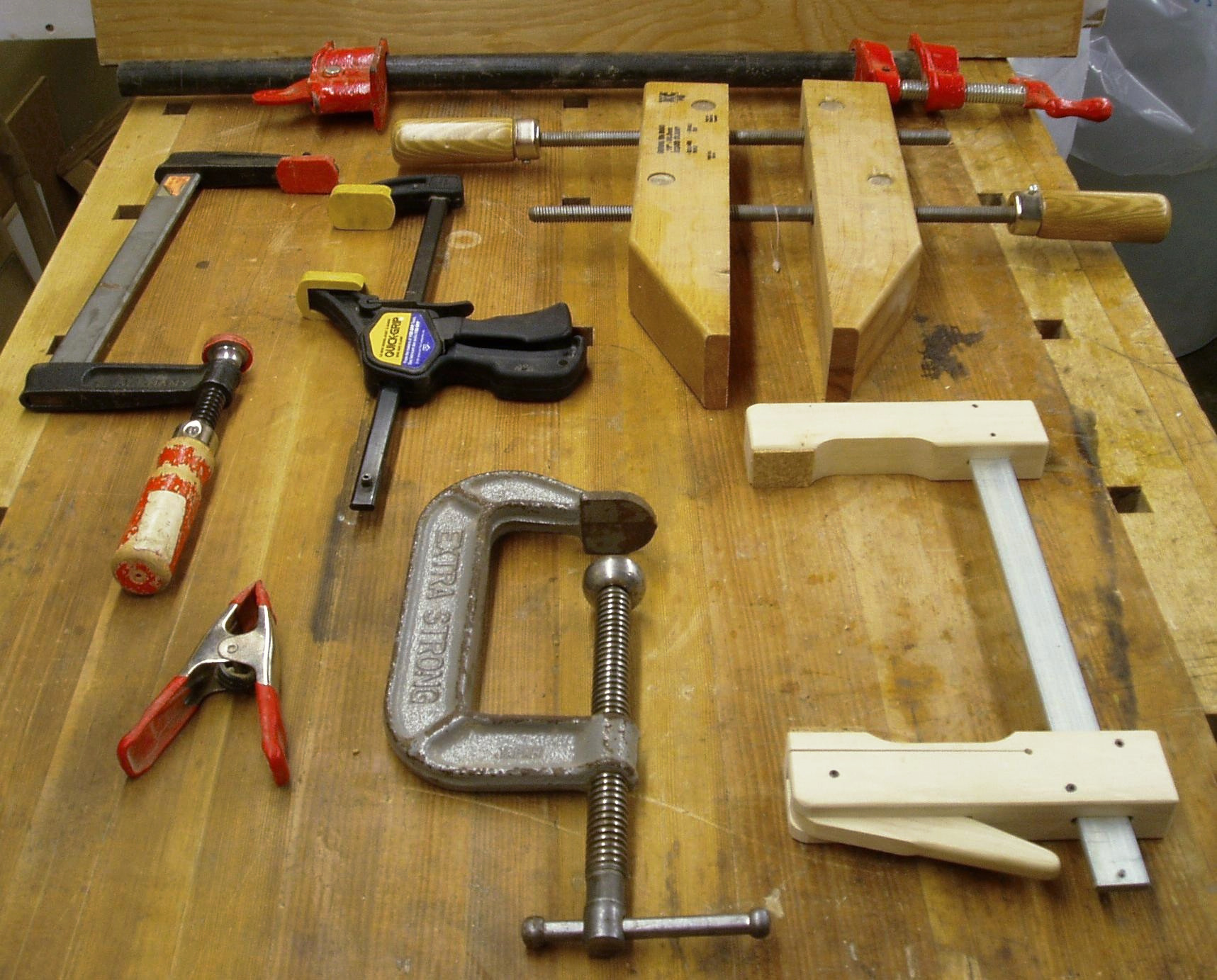
목공용 조임틀 종류. 맨위:관 조임틀, 2째줄:F-조임쇠(막대 조임쇠), 한손 막대 조임쇠, 목재 휴대용 죔틀, 3째줄: 스프링 조임틀, C-조임쇠(G-조임쇠), 목재 캠 조임틀

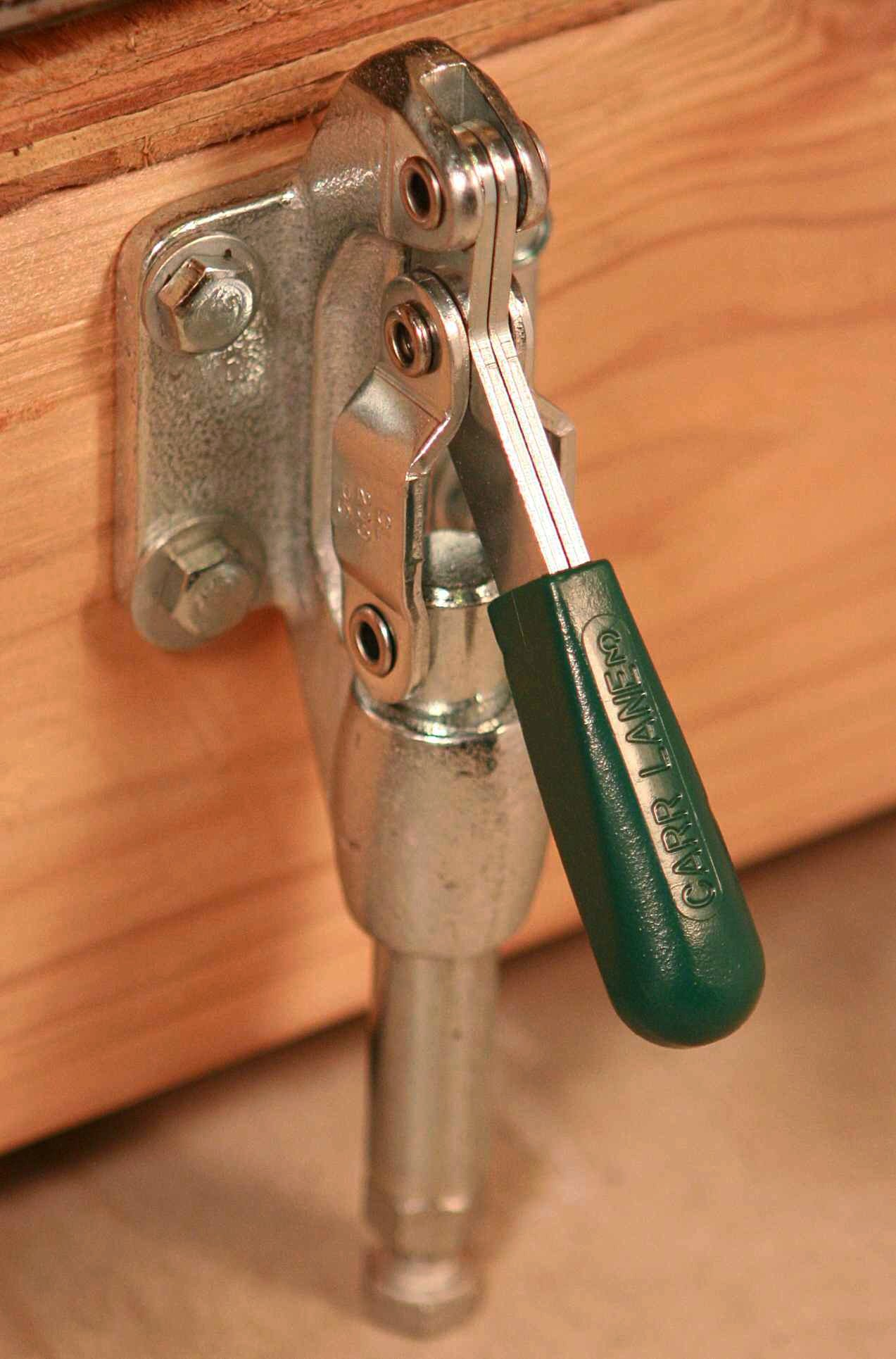
유량 극단 마차 브레이크로 쓰이던 조임틀

## 용어
죔틀이라고도 하며, 영어로는 클램프(영어: clamp)라고 하는데, 영국과 호주에서는 건설이나 목공 등의 작업에 임시로 죄는데 쓰는 공구를 크램프(영어: cramp)라고도 부른다.

## 종류

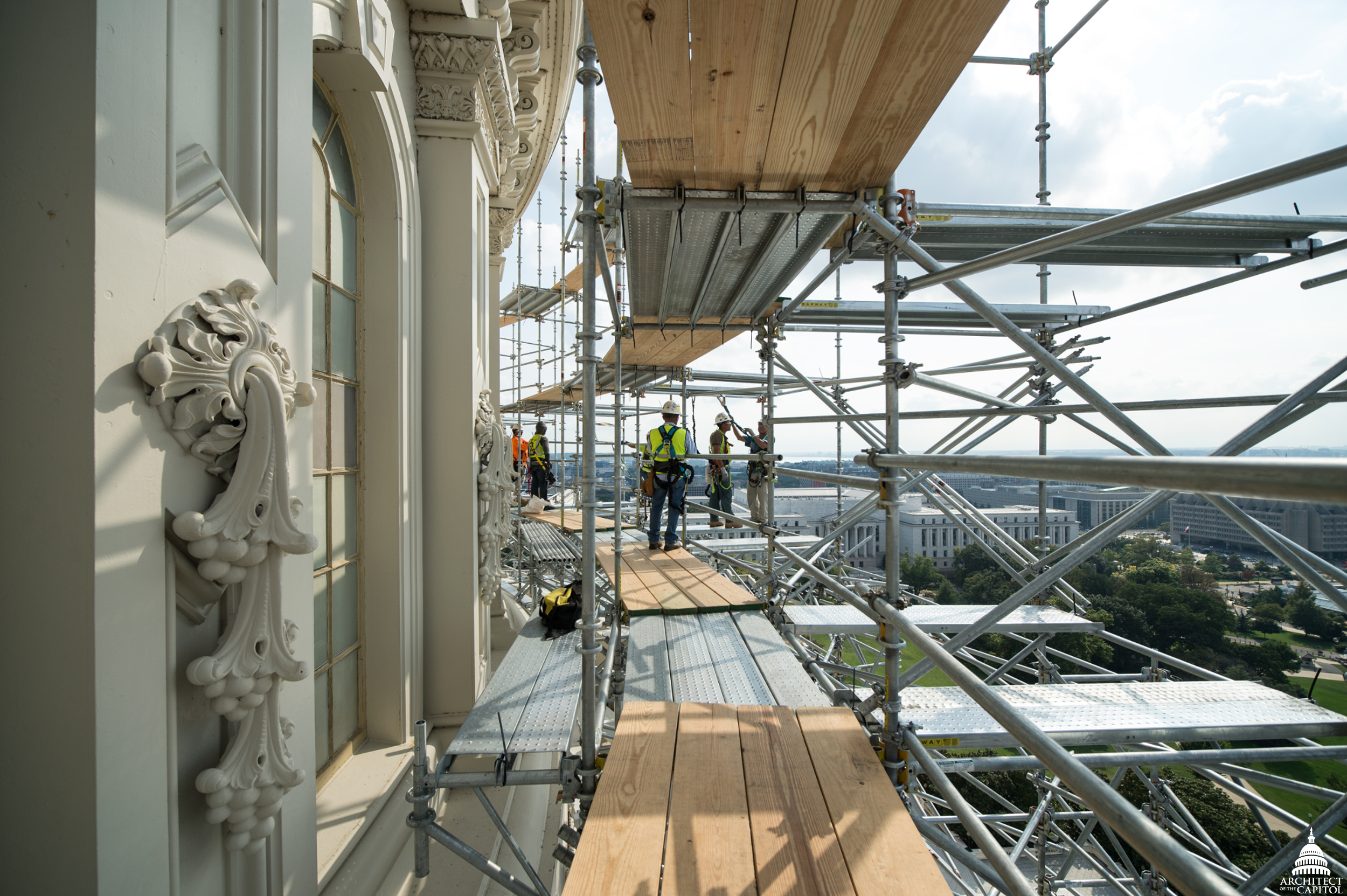
건설현장은 튜브 클램프로 파이프를 연결해 비계를 만든다

임시로 혹은 영구히 물건을 서로 한 군데 모아 고정시키는 목적을 가진 공구로 분야별로 종류가 무척 많다.

### 임시용
- C클램프

가장 일반적인 클램프로 G클램프, 또는 G크램프라고 불린다. 본체는 단조를 기본으로 하고, 강도가 있는 강제·가벼운 알루미늄제, 그 외에 저렴한 주조품이나 프레스제가 있다. 충분한 체결력을 얻을 수 있다.
- F클램프

L클램프 또는 슬라이딩 클램프라고도 불린다. 한쪽의 턱을 슬라이드시켜 빨리 감기를 할 수 있으므로 조이는 거리를 최소한으로 할 수 있다. 조이면 나사가 있는 턱의 근원과 본체 샤프트의 틈새에 의해 기울어져 턱이 고정된다. 개구폭은 120mm에서 500mm 정도의 사이즈가 있다.

### 영구용
- 호스 클램프
- 와이어 로프 클램프

### 의료용
- 헤모스탯
- 페닝턴 클램프
- 모겐 클램프

### 기타
- 거세겸자
- 휠클램프
- 판드롤
- 튜브 클램프

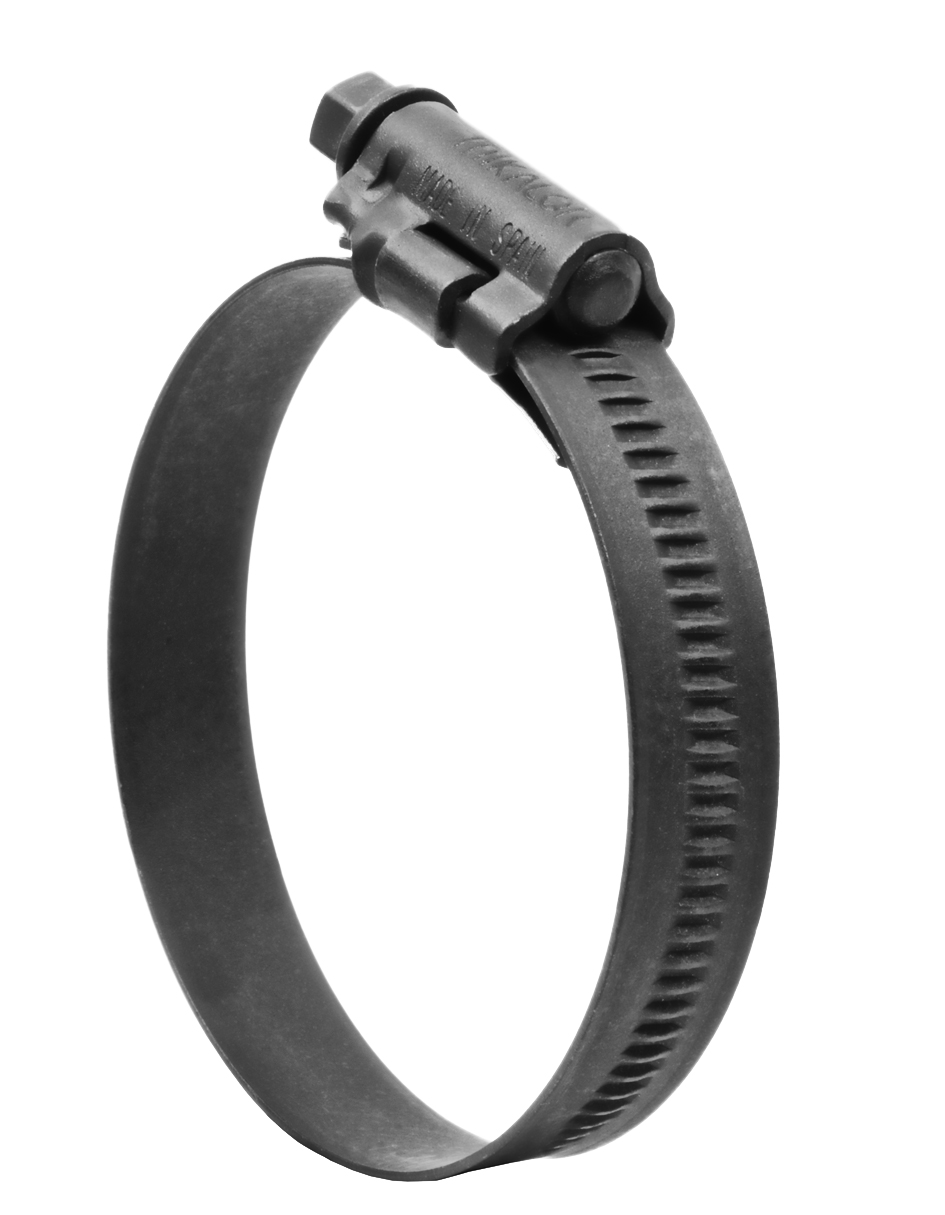
수도꼭지의 누수를 방지하는 호스 클램프
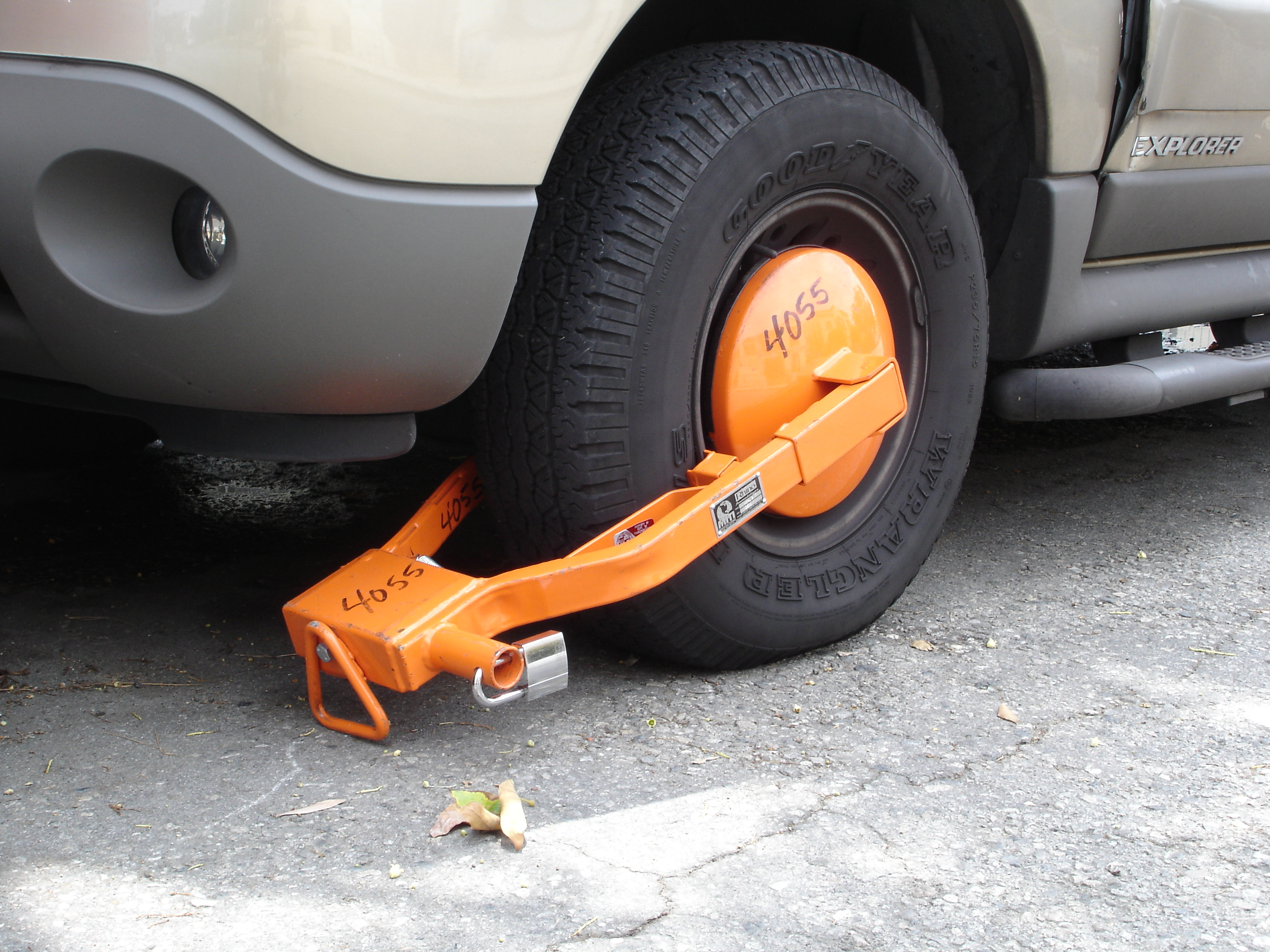
바퀴의 움직임을 정지하는 바퀴 클램프
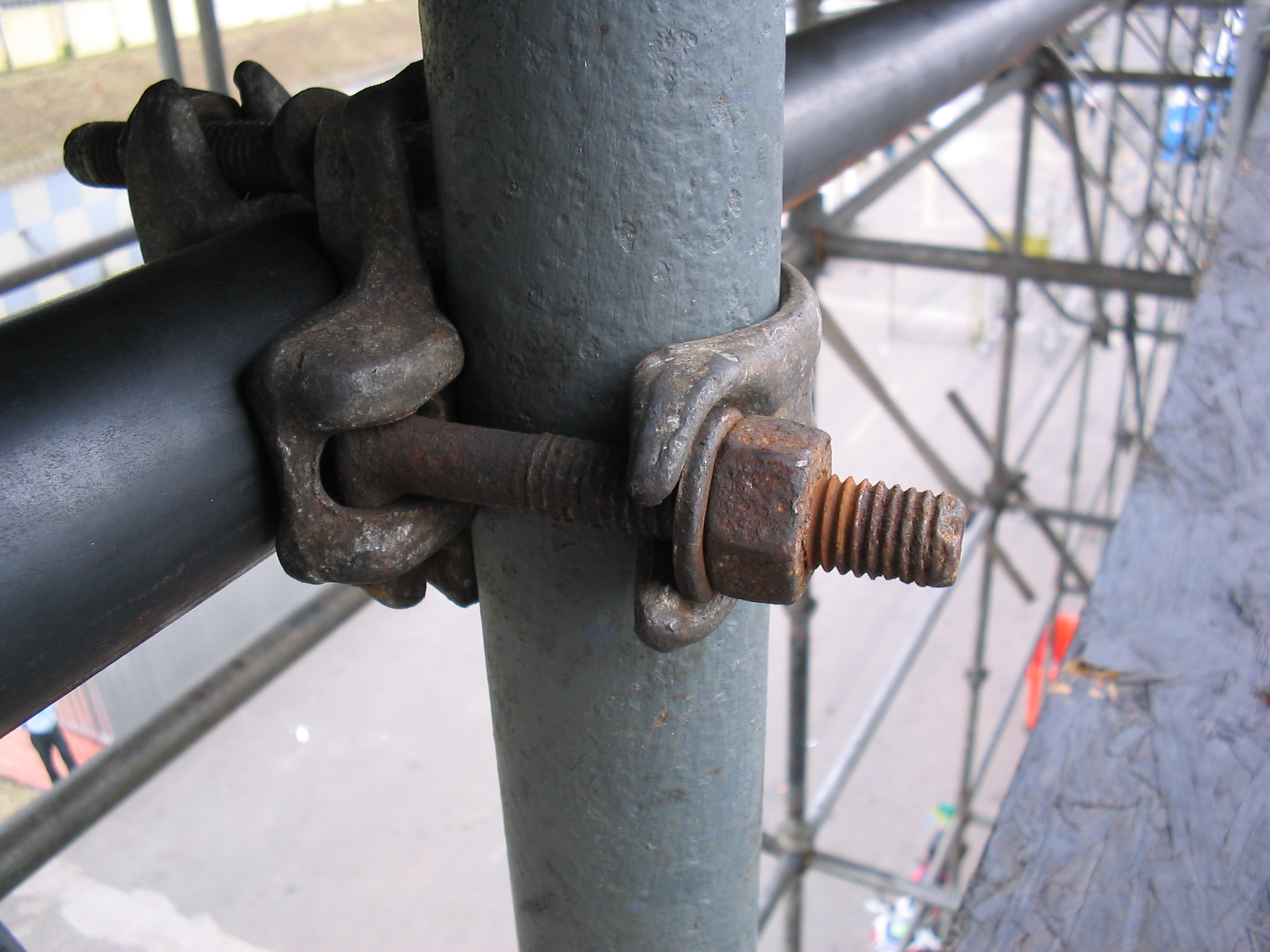
공사장, 건설 현장에서 흔히 볼 수 있는 클램프
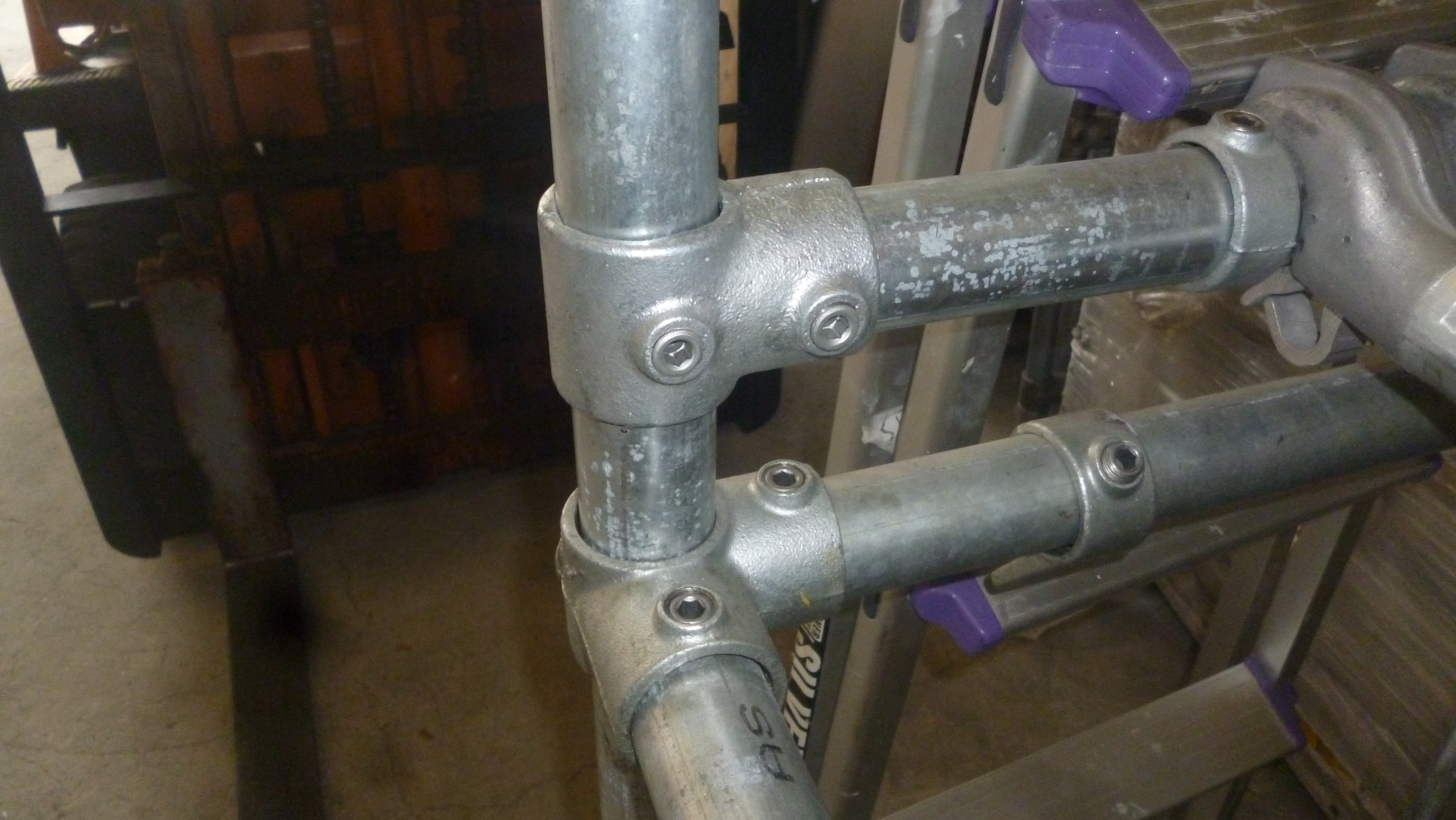
철봉과 철봉을 연결하는 튜브 클램프
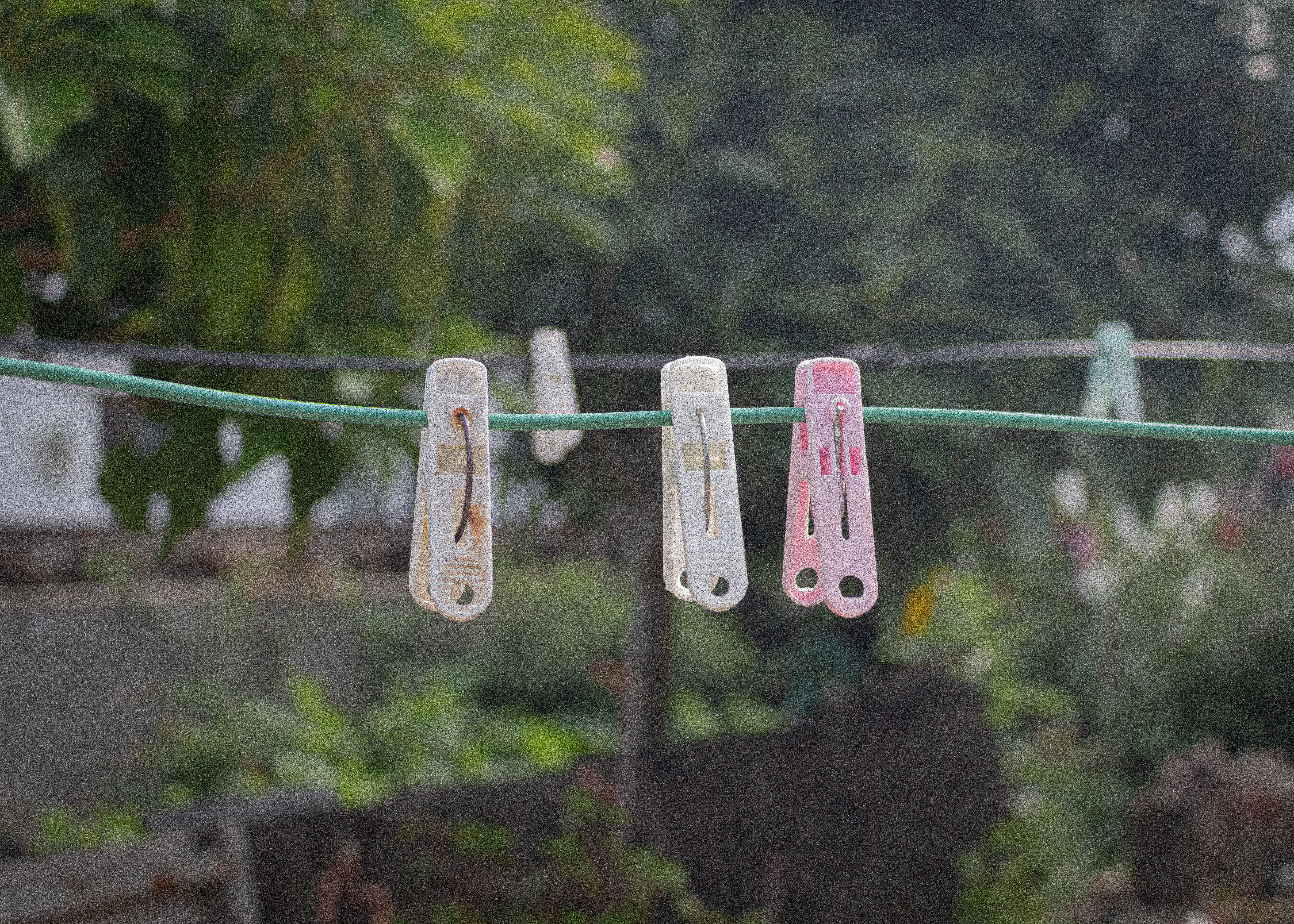
빨래집게는 가장 흔하게 볼 수 있는 튜브 클램프이다

## 같이 보기
- 바이스 (도구)